# Vincentius Sensi Potokota

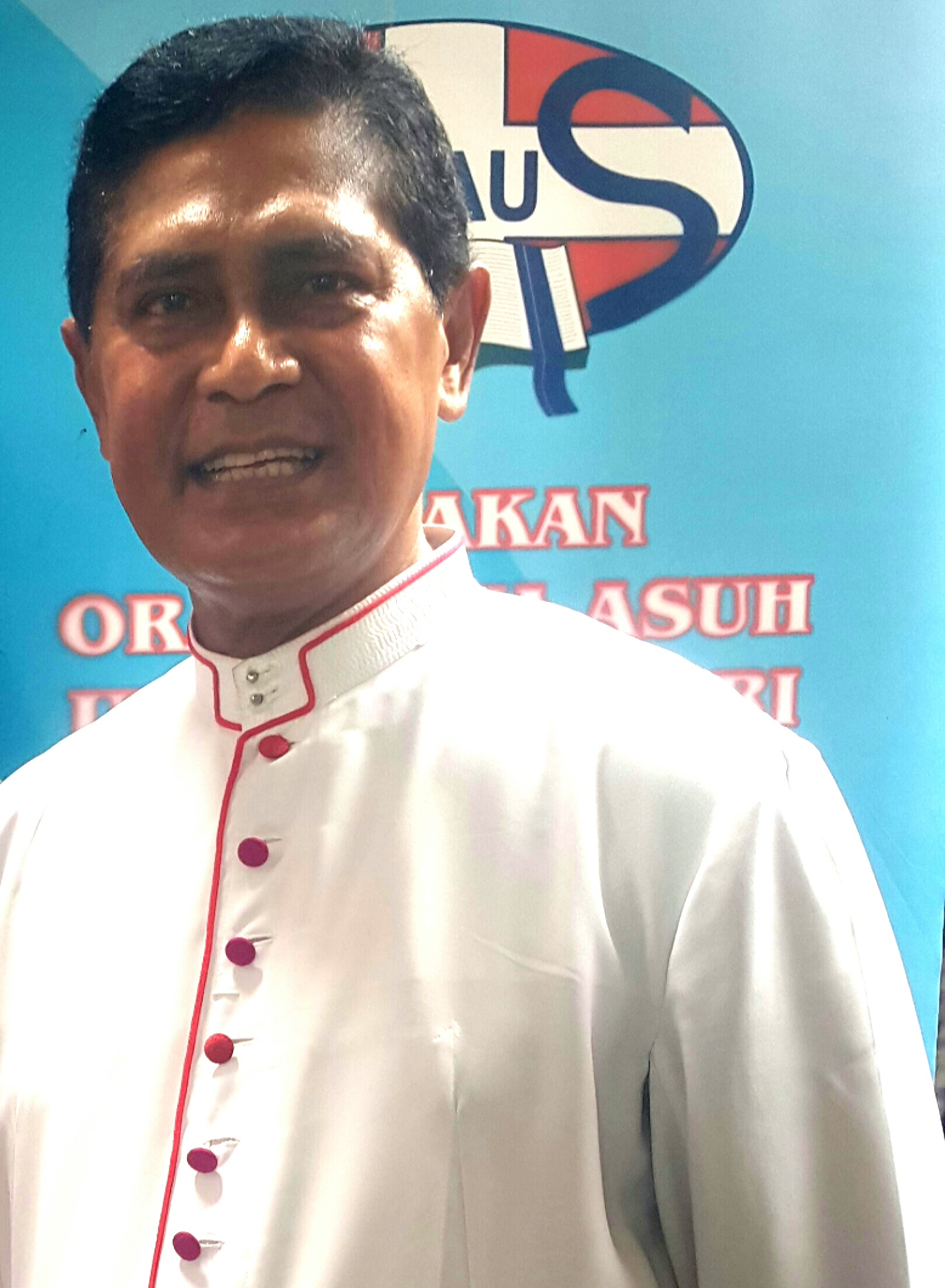
Vincentius Sensi Potokota, 2017

Vincentius Sensi Potokota (* 11. Juli 1951 in Saga, Ende; † 19. November 2023 in Jakarta) war ein indonesischer römisch-katholischer Geistlicher und Erzbischof von Ende.

## Leben
Vincentius Sensi Potokota empfing nach seiner theologischen Ausbildung am 11. Mai 1980 die Priesterweihe.
Papst Benedikt XVI. ernannte ihn am 14. Dezember 2005 zum ersten Bischof des mit gleichem Datum errichteten Bistums Maumere. Der Erzbischof von Jakarta, Julius Riyadi Kardinal Darmaatmadja SJ, spendete ihm am 23. April des folgenden Jahres im Samador Sports Centre von Maumere die Bischofsweihe; Mitkonsekratoren waren Hilarius Moa Nurak SVD, Bischof von Pangkal-Pinang, und Girulfus Kherubim Pareira SVD, Bischof von Weetebula. Sein Wahlspruch lautete Praedica Verbum Opportune, Importune (Verkündet das Wort, ob es gelegen oder ungelegen kommt, 2 Timotheus 4,2).
Am 14. April 2007 wurde er zum Erzbischof von Ende ernannt und am 7. Juni desselben Jahres in das Amt eingeführt. Sensi Potokota starb am 19. November 2023 in Jakarta im Alter von 72 Jahren im Sint Carolus Hospital in Jakarta.

## Einzelnachweis
1. ↑  Uskup Agung Ende Mgr Vincentius Sensi Potokota Meninggal Dunia. In: news.detik.com. 20. November 2023, abgerufen am 20. November 2023 (indo).

| Vorgänger         | Amt                           | Nachfolger                    |
| ----------------- | ----------------------------- | ----------------------------- |
| —                 | Bischof von Maumere 2005–2007 | Girulfus Kherubim Pareira SVD |
| Longinus Da Cunha | Erzbischof von Ende 2007–2023 | Paulus Budi Kleden SVD        |

| Personendaten    | Personendaten                                                       |
| ---------------- | ------------------------------------------------------------------- |
| NAME             | Sensi Potokota, Vincentius                                          |
| KURZBESCHREIBUNG | indonesischer Geistlicher, römisch-katholischer Erzbischof von Ende |
| GEBURTSDATUM     | 11. Juli 1951                                                       |
| GEBURTSORT       | Saga, Ende                                                          |
| STERBEDATUM      | 19. November 2023                                                   |
| STERBEORT        | Jakarta                                                             |